# Crooked Rain, Crooked Rain
Albums de Pavement
Slanted and Enchanted
(1992) Wowee Zowee
(1995)
Crooked Rain, Crooked Rain est un album de Pavement, sorti en 1994.

## L'album
L'album se classe à la 121e place du Billboard 200, à la 2e du Heatseekers à sa sortie et se replace en 2004 à la 164e du Billboard 200 lors d'une réédition de l'album
En 2003, Rolling Stone le classe à la 210e place de son classement des 500 meilleurs albums de tous les temps et à la 10e des meilleurs albums des années 1990 et Pitchfork, à la 8e des 100 meilleurs albums des années 1990. En 2010, le même magazine place la chanson Gold Soundz à la 1re des 200 meilleures chansons des années 1990. La photographie du centre de la pochette de l'album a fait la couverture en mars 1978 du National Geographic Magazine. Il fait partie des 1001 albums qu'il faut avoir écoutés dans sa vie.

### Titres
Toutes les chansons sont écrites et composées par Stephen Malkmus, sauf indication contraire.
| No  | Titre              | Auteur         | Durée |
| --- | ------------------ | -------------- | ----- |
| 1.  | Silence Kid        |                | 3:01  |
| 2.  | Elevate Me Later   |                | 2:51  |
| 3.  | Stop Breathin'     |                | 4:28  |
| 4.  | Cut Your Hair      |                | 3:07  |
| 5.  | Newark Wilder      |                | 3:53  |
| 6.  | Unfair             |                | 2:33  |
| 7.  | Gold Soundz        |                | 2:41  |
| 8.  | 5-4=Unity          |                | 2:09  |
| 9.  | Range Life         |                | 4:54  |
| 10. | Heaven Is a Truck  |                | 2:30  |
| 11. | Hit the Plane Down | Scott Kannberg | 3:36  |
| 12. | Fillmore Jive      |                | 6:38  |

### Musiciens
- Stephen Malkmus : voix, guitare
- Scott Kannberg : guitare, voix
- Mark Ibold : basse
- Steve West : batterie, percussions
- Bob Nastanovich : percussions
- Bryce Goggin : piano sur Range Life